# Lachnopus
Menotius, Ptilopus
Genre
Synonymes
- Menotius Dejean, 1821
- Ptilopus Schoenherr, 1823

Lachnopus est un genre de coléoptères de la famille des Curculionidae (charançons à nez large) classé dans la tribu des Geonemini que l'on trouve dans les Caraïbes et dans le Sud des États-Unis (Floride...),.

## Classification
Le genre Lachnopus est décrit par l'entomologiste suédois Carl Johann Schoenherr (1772-1848) en 1840,.
Le placement de Lachnopus au sein des Entiminae a été instable au fil du temps. Il était considéré comme faisant partie des "Cyphides" de Lacordaire (p. 107, 122) avec certains genres considérés de nos jours comme faisant partie de la tribu Eustylini (Compsus, Exophthalmus, Oxyderces, Tetrabothinus) ou Naupactini ("Cyphus" -actuellement Cyrtomon-, Platyomus ). Alors considéré parmi les Barynotini dans van Emden (1944) et O'Brien et Wibmer (1982), un assemblage répandu de charançons qui est maintenant connu sous le nom de Geonemini.
L'identité de Lachnopus a été remise en question, en particulier en ce qui concerne sa distinction d'Exophthalmus. Le statut de Lachnopus en tant que genre distinct a été confirmé par Franz (2012).
Lachnopus est actuellement le plus diversifié et l'un des groupes de charançons entimines les plus répandus dans la région des Caraïbes. Giron et al. (2018) ont reconnu six groupes d'espèces au sein du genre [10], en partie sur la base des résultats d'une précédente étude phylogénétique basée sur la morphologie  partly based on results of a previous morphology-based phylogenetic study.

### Synonymes
Les noms suivants sont considérés comme des synonymes juniors de Lachnopus :
- Menotius Dejean, 1821[12]
- Ptilopus Schoenherr, 1823[13]

## Description
Selon la clé fournie par van Emden (1944), certains caractères pour reconnaître le genre Lachnopus sont les suivants :

« Rostre faiblement et uniformément convexe partout; hampe antennaire s'étendant jusqu'au milieu de l'œil ou légèrement au-delà ; frons entre les yeux visiblement plus étroits que la surface dorsale du rostre ; tête non resserrée en arrière des yeux; yeux seulement modérément convexes; humeri légèrement plus large que la marge postérieure du pronotum ; fémurs non armés ; tibias denticulés ventralement ; et corbeau métatibial dépourvu d'écailles. »van Emden, XLVII—Une clé des genres de Brachyderinae du monde., p. 520

## Liste d'espèces
Selon Catalogue of Life (30 août 2014) et GBIF :
- Lachnopus acuticollis Gyllenhal, 1834
- Lachnopus adspersus Chevr., 1880
- Lachnopus aereus Gyllenhal, 1834
- Lachnopus alboguttatus Marshall, 1934
- Lachnopus albomaculatus Gyllenhal, 1834
- Lachnopus argus Reiche, 1840 avec un synonyme Menoetius argus Reiche, 1840
- Lachnopus atramentarius Gyllenhal, 1834
- Lachnopus aulicus Gyllenhal, 1834
- Lachnopus aurifer Drury, 1773
- Lachnopus beauvoisii Gyllenhal, 1840
- Lachnopus bellus Marshall, 1926
- Lachnopus bivirgatus Marshall, 1934
- Lachnopus blandus Dalla Torre & van Emden, 1936
- Lachnopus bruneri Marshall, 1933
- Lachnopus buchanani Marshall, 1933
- Lachnopus calcaratus Gyll. in Schoenherr, 1840
- Lachnopus campechianus Gyllenhal, 1840
- Lachnopus canescens Gyllenhal, 1840
- Lachnopus castilianus Dalla Torre & van Emden, 1936
- Lachnopus chirographus Olivier, 1807
- Lachnopus chlorophanus Gyllenhal, 1834
- Lachnopus coffeae Marshall, 1922
- Lachnopus consentaneus Perroud, 1853
- Lachnopus curvipes (Fabricius, 1787)
- Lachnopus dentipes Perroud, 1853
- Lachnopus distortus Gyllenhal, 1840
- Lachnopus erectosetosus Mshl., 1926
- Lachnopus floridanus (Horn, 1876)
- Lachnopus foveicollis Chevr., 1880
- Lachnopus garannensis Rheinheimer, 2015
- Lachnopus goudeyi Marshall, 1926
- Lachnopus granicollis Gyllenhal, 1840
- Lachnopus guerinii Jacquelin du Val, 1857
- Lachnopus hirtus Perroud 1853
- Lachnopus hispidus Gyllenhal, 1834
- Lachnopus histrio Marshall, 1926
- Lachnopus inconditus Rosenhauer, 1840
- Lachnopus interruptus Perroud, 1853
- Lachnopus karphos Girón & O'Brien, 2018
- Lachnopus kofresi Wolcott, 1941
- Lachnopus lineatoguttatus Perroud, 1853
- Lachnopus lineicollis Chevrolat, 1880
- Lachnopus lucayanus Girón & O'Brien, 2018
- Lachnopus luctuosus (Klug, 1829)
- Lachnopus luxurians Olivier, 1807
- Lachnopus marmoratus Hust., 1929
- Lachnopus marmoreus Hust., 1929
- Lachnopus memnonius Gyllenhal, 1834
- Lachnopus mercator Olivier, 1807
- Lachnopus montanus Mshl., 1922
- Lachnopus multipunctatus Jacquelin du Val, 1857
- Lachnopus mundus Gyllenhal, 1834
- Lachnopus niveoirroratus Jacquelin du Val, 1857
- Lachnopus oteroi Marshall, 1933
- Lachnopus planifrons Gyllenhal, 1840
- Lachnopus plebejus Gyllenhal, 1834
- Lachnopus plumipes Perroud, 1853
- Lachnopus pollinarius Gyllenhal, 1840
- Lachnopus proteus Olivier, 1807
- Lachnopus pruinosus Gyllenhal, 1834
- Lachnopus quadritaenia Chevr., 1880
- Lachnopus rhabdotus Girón & O'Brien, 2018
- Lachnopus seini Wolcott, 1936
- Lachnopus serraticus Poinar & Legalov, 2017
- Lachnopus seriepunctatus Jacq. du Val in Ramon, 1857
- Lachnopus sparsimguttatus Perroud, 1853
- Lachnopus splendidus Boheman, 1840
- Lachnopus spretus Gyllenhal, 1834
- Lachnopus sublineatus Perroud, 1853
- Lachnopus trilineatus Chevrolat, 1876
- Lachnopus valgus (Fabricius, 1775)
- Lachnopus vanessablockae Girón & O'Brien, 2018
- Lachnopus villosipes Boheman, 1834
- Lachnopus vittatus Klug, 1829
- Lachnopus wolcotti Mshl., 1926
- Lachnopus yaucoma Wolcott, 1936

## Espèces fossiles
Selon Paleobiology Database en 2023, les espèces fossiles référencées sont au nombre de deux :
- †Lachnopus recuperatus Scudder, 1893
- †Lachnopus serraticrus Poinar and Legalov, 2017

### Nomen dubium
Paleobiology Database en 2023 signale aussi trois espèces en nomen dubium :
- Lachnopus dilatatus Théobald 1937 nomen dubium de la famille des Curculionidae avec un holotype R589(92) au muséum d'histoire naturelle de Bâle
- Lachnopus humatus Scudder 1893 nd de Curculionidae avec un fossile de Florissant (Colorado).
- Lachnopus robustus Théobald 1935 nd de la sous-famille des Entiminae avec un holotype du Lac Chambon du Puy-de-Dôme.

## Galerie

Quelques espèces du genre Lachnopus vivantes
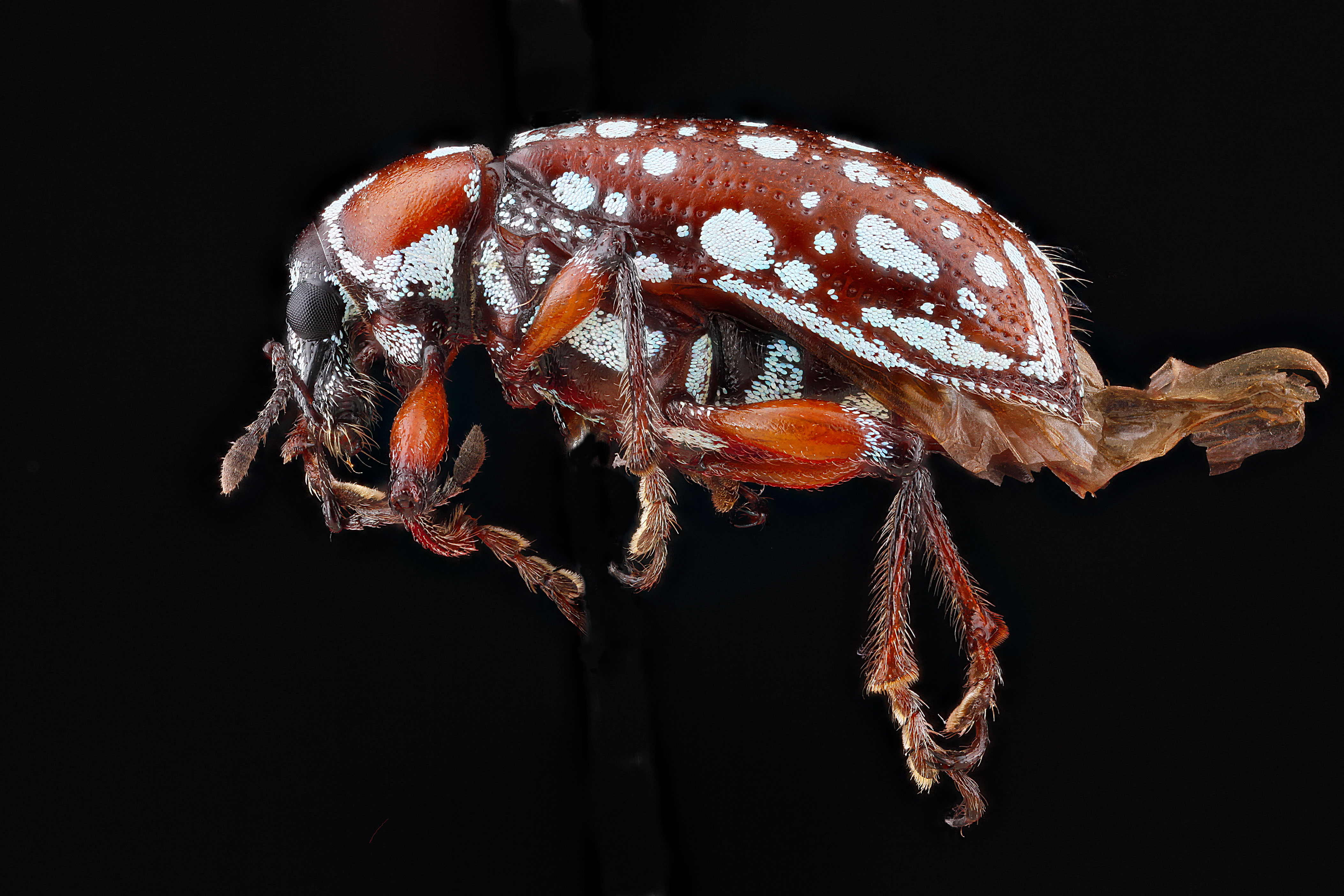
Lachnopus guerinii.